# Sakai Tadaaki
Pour les articles homonymes, voir Sakai (homonymie).
Sakai Tadaaki est un nom japonais traditionnel ; le nom de famille (ou le nom d'école), Sakai, précède donc le prénom (ou le nom d'artiste).
Sakai Tadaaki (酒井 忠義, 4 août 1813-5 décembre 1873), aussi connu sous le nom de Sakai Tadayoshi, est un daimyo de la fin de l'époque d'Edo et un important officiel du shogunat. Il est aussi connu comme shūri-daibu (1834 et de nouveau en 1850) ; comme wakasa-no-kami (1841) et ukyō-daibu (1862). Il est le dernier daimyo du domaine d'Obama, position qu'il occupe jusqu'à l'abolition des domaines féodaux en 1871.
Les Sakai font partie des clans de daimyos appelés fudai ou « clans de l'intérieur » composés de vassaux et d'alliés héréditaires du clan Tokugawa, par opposition aux clans tozama ou « clans de l'extérieur ».

## Généalogie du clan Sakai
Tadaaki est membre d'une branche cadette des Sakai créée en 1590.
Le clan Sakai fudai apparaît au XIVe siècle dans la province de Mikawa. Les Sakai prétendent descendre de Minamoto Arichika. Celui-ci a deux fils : l'un d'eux, Yasuchika, prend le nom de Matsudaira, et l'autre fils, Chikauji, celui de Sakai et cet ancêtre samouraï est à l'origine du nom de ce clan.
Sakai Hirochika, fils de Chikauji, a deux fils et leurs descendants donnent naissance aux deux principales branches du clan Sakai. Le fils cadet de Hirochika, Sakai Masachika, sert plusieurs chefs du clan Tokugawa-Nobutada, Kiyoyasu et Hirotada et, en 1561, Masachika est désigné seigneur du château de Nishio à Mikawa.
Sakai Sigetada, fils de Masachika, reçoit pour fief le domaine de Kawagoe dans la province de Musashi en 1590 et en 1601 est transféré au domaine d'Umayabashi dans la province de Kōzuke.
En 1634, Sakai Tadakatsu (1587-1662), fils de Sigetada, est transféré au domaine d'Obama dans la province de Wakasa dans lequel ses descendants demeurent jusqu'à l'ère Meiji. Dans un geste destiné à montrer une faveur spéciale aux Sakai, le deuxième shogun, Hidetada, permet l'utilisation de son « Tada » personnel dans le prénom Tadakatsu.
Le chef de cette lignée du clan est anobli comme « comte » dans le cadre du système nobiliaire kazoku mis en place au cours de l'ère Meiji.

## Fonctionnaire du shogunat Tokugawa
Tadaaki occupe brièvement la fonction de bugyō (magistrat des temples et des sanctuaires) avant de devenir le quarante-huitième Kyoto shoshidai du shogunat Tokugawa dans la période allant du 23 décembre 1843 au 4 septembre 1850
En raison de son soutien à Tokugawa Yoshitomi (le dernier shogun Iemochi) pour la fonction de shogun, il est mis à l'écart par la faction soutien de la candidature de Hitotsubashi Yoshinobu. C'est en retour, une des causes de la purge d'Ansei d'Ii Naosuke.
Tadaaki est nommé représentant du shogunat dans la capitale en tant que cinquante-deuxième Kyoto shoshidai au cours de la période allant du 5 août 1858 au 26 juillet 1862. À cette époque, il sert d'intermédiaire principal entre le shogunat d'Edo et l'empereur Kōmei pendant une période de longues négociations, de retards et de manœuvres politiques qui accompagnent les plans pour le mariage éventuel de la sœur de Kōmei, la princesse Kazunomiya, et Iemochi en mars 1862. En temps opportun, il finit par démissionner de sa position officielle et de la position de chef de famille au cours de la même année.
En 1868, lors de la guerre de Boshin, Tadaaki redevient chef de la famille Sakai et démissionne lors de l'abolition des domaines en 1871.

### Bibliographie

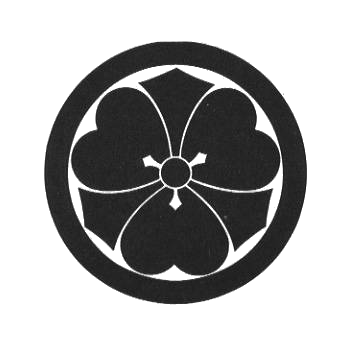
Emblème (mon) du clan Sakai.